# 將軍崙溫磘宮
溫磘宮位在台灣省雲林縣斗南鎮將軍里，主祀奉溫府千歲，於清治時代乾隆24年（1759年），距今已250餘年。目前為斗南鎮將軍崙部落主要信仰中心，同時也是六房天上聖母斗南股將軍崙小爐公廟。

## 信仰源起
本庄原名「水秀庄」，清順治十八年，鄭成功進入台灣時，其隨員名將陳善柔將軍，曾囤墾此地並接代傳嗣，而得「將軍崙」之名。本庄先民皆來自大陸，先民渡海來台開墾時，為祈安福，便迎奉溫府千歲金身隨行。
據傳「阿林仔」、「蕃薯仔」、「知高」分別自大陸迎奉「溫府千歲」、「三天上聖母」、「中壇三元帥」來本庄，由於神威顯赫，本庄先碩之士為繼持世道，廣被仁風，乃在清季建置本宮於庄頭，奉祀溫府千歲、三天上聖母、中壇三元帥。
其確實建廟年代已無從考查，舊廟址為現新和興碾米廠址也，雖只是向東之三間土角厝，卻為庄民之精神堡壘。民國十七年歲次戊辰年遷建現址，歷經庄民熱心維修及擴展，始有今日之貌。並於每年謝平安日(農曆十一月十二日)，擲杯選產生爐主及頭家仔，採不連任之原則。

## 大事年表

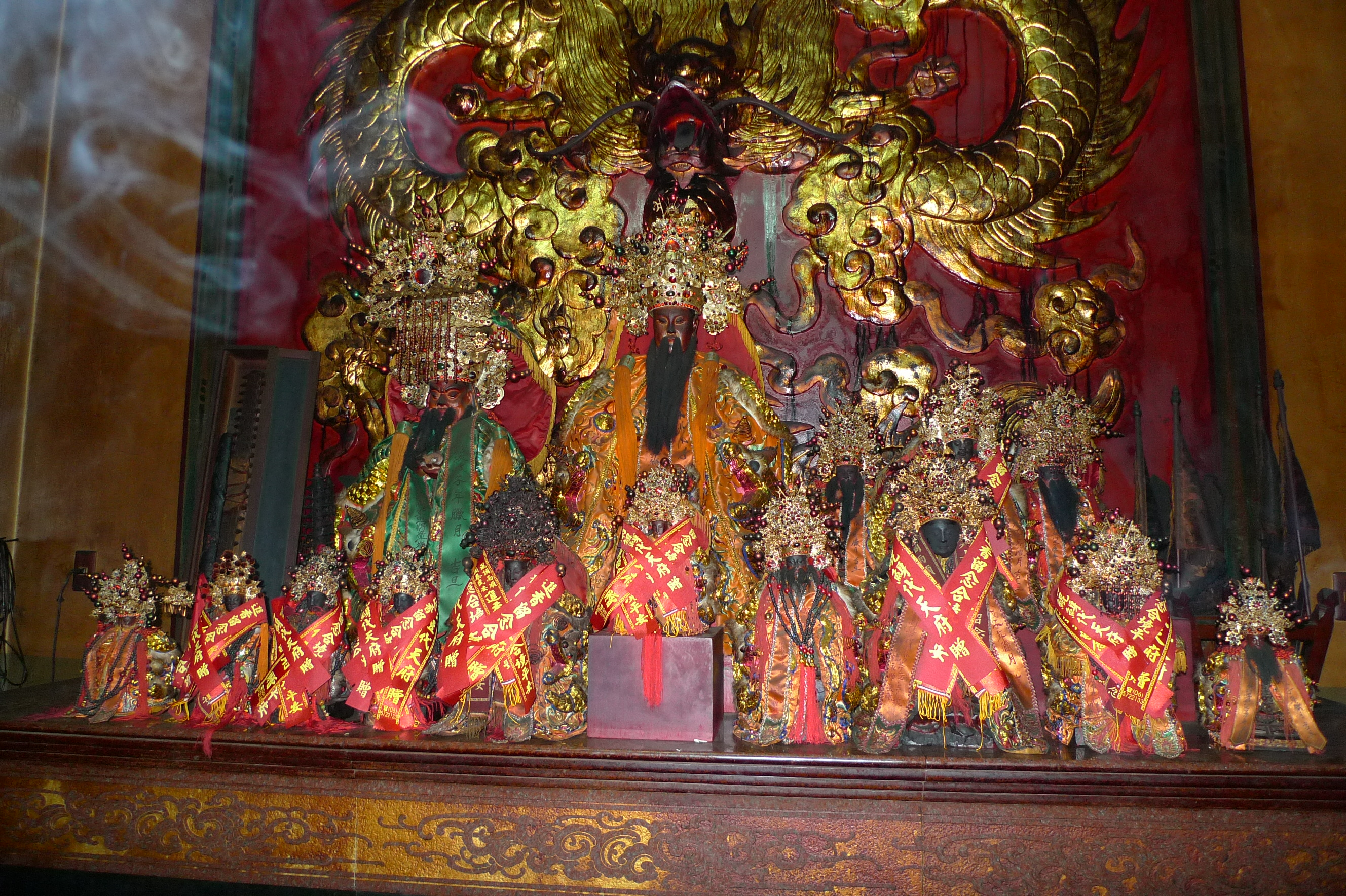
將軍崙溫磘宮溫府千歲

清乾隆24年（1759年），迎奉溫府千歲金身渡海來台。
大正15年（1926年），重修本宮。
昭和15年（1940年），皇民化運動，陳順先生將本宮溫府千歲移駕嘉義郡城隍廟避藏。
民國35年（1946年），中華民國接管臺灣隔年，謝入、方柱先生往嘉義迎請溫府千歲回宮安座。
民國40年 (1951年)，將軍崙溫磘宮勤習堂武館成立。
民國67年（1978年），溫磘宮成立頌經團。
民國71年（1981年），首次辦理祈安植福法會。
民國71年（1981年），增塑溫府千歲、中壇元帥，以應善男信女求回奉祀，各增塑三尊。
民國74年（1985年），獲台灣省政府頒發公益慈善事業及推行文化建設成果優良。

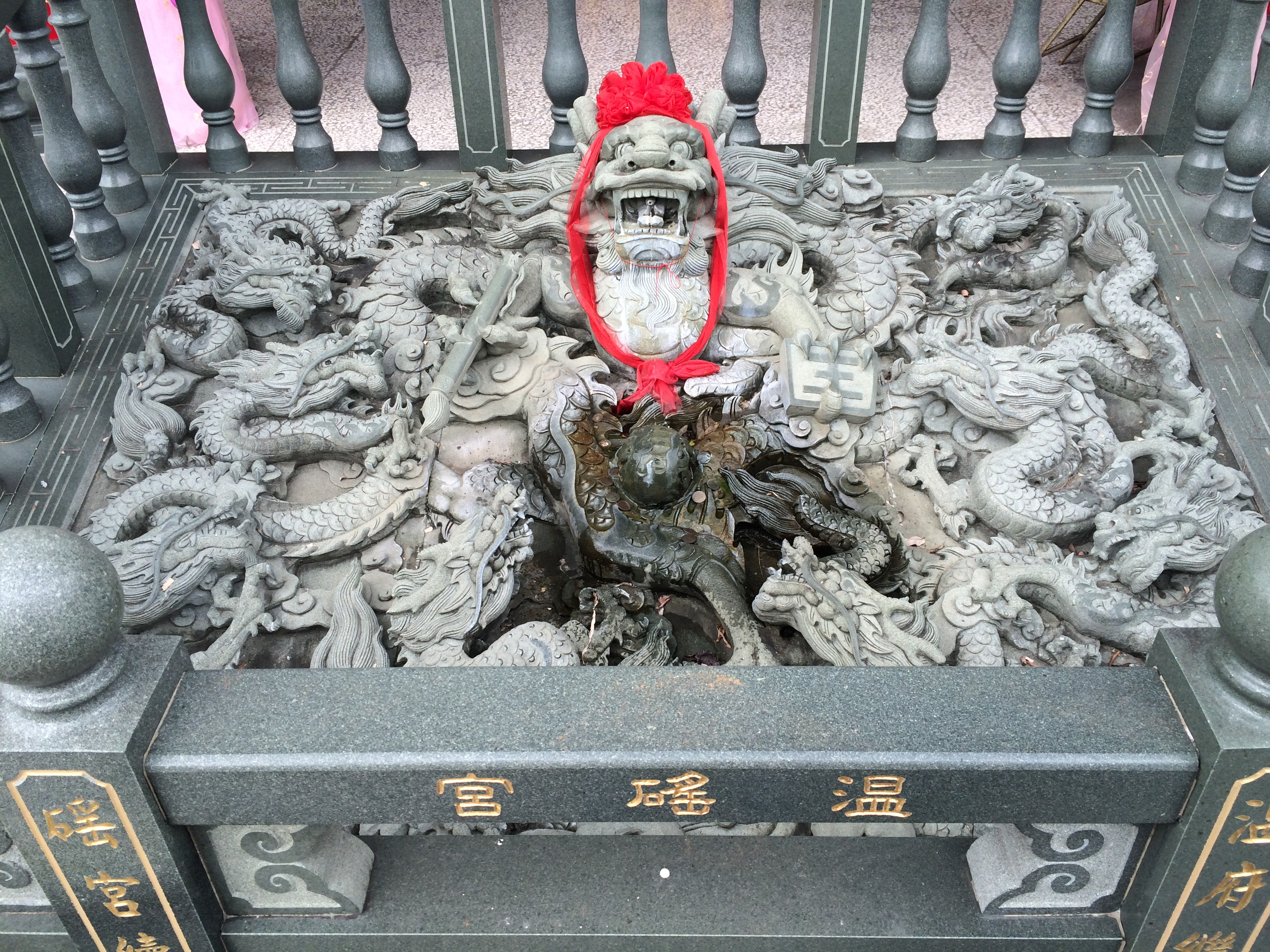
溫磘宮 九龍御路

## 神祇蒙難
昭和十五年（1940年）皇民化運動，臺灣總督府下令轄內道教廟宇一律拆除，幸得保正陳泉先生運籌維護，以之為「部落集合所」，於是本宮仍得幸存，本宮溫府千歲由陳順先生送到嘉義郡城隍廟避藏，以保金身。大戰結束，中華民國接管臺灣，仍由謝入、方柱先生往嘉義城隍廟迎諸神祇回宮安座。

## 祭典
農曆十一月十二日 溫府千歲聖誕 謝平安日 
農曆十一月祈安法會

## 民間軼事
- 王子典

出生於1872年6月5日為將軍崙名人，更是日治時代聞名全台的眼科醫生兼詩人，本庄民因感念其文采與仁心宅厚和醫術高明和高壽過世。當年遂有庄民伐樹雕刻成神像，神像尺寸巨大面部赤紅留有美髥如同關帝君，庄民稱為王恩公或王帝君。斗山詩社詩人陳錫爵對王子典的描述：
「名茶七碗學桐君，三世儒醫貴克勤，療眼專門稱國手，操觚兼世治人文。治家有法重模範，教育相承着令聞，寵錫紳章光梓里，芝蘭刲砌氣氤氳。」
贈詩於新港奉天宮
聖蹟溯湄洲躡電飛昇八百載神靈遐布 慈雲芘台島安瀾永慶億萬家頂祝馨香
歲次乙卯冬十月 前廣東按察使 陳望曾撰書 嘉義廳將軍崙庄 王子典 獻
- 驅除邪靈

民國67年，本村外圍水塘發現一具水流屍，其大體經村民安置並葬於村外，爾後每當黃昏日落時，只要有村民行經該處，便會發生神智不清、行為乖戾之異象。經本宮神聖介入處置，邪氣並未妥協，故速往六房天上聖母紅壇恭請聖母主持公道，最後本宮神聖與六房天上聖母一同掃除此異象，此異象終不復見並迅速安撫村民，此事蹟村民至今仍讚佩本宮神聖之神威靈感。

## 外部連結
- 將軍崙溫磘宮官網
- 將軍崙溫磘宮FB （页面存档备份，存于）